# Per un BroBro
Per un BroBro è un singolo del rapper italiano Diss Gacha, pubblicato il 19 luglio 2024 come terzo estratto dal primo album in studio Cultura italiana, pt.1.

## Descrizione
Il brano, prodotto da Sala, vede la collaborazione del rapper Bresh.

## Tracce
Testi di Gabriele Pastero e Andrea Brasi, musiche di Enzo Salaniti.
1. Per un BroBro (feat. Bresh) – 2:33